# Papéis Avulsos
Papéis avulsos é um livro de contos do escritor Machado de Assis, lançado em 1882, embora alguns críticos literários considerem “O Alienista” mais uma novela do que propriamente um conto. Foi o terceiro livro de contos publicado por Machado de Assis, “a mais notável coletânea de Machado, a mais original e radical”.
"Em termos da evolução intelectual do seu autor, Papéis avulsos (1882) é sem dúvida a mais importante das coleções de contos de Machado de Assis. [...] É possível que, de certo ponto de vista, as coleções posteriores sejam melhores ─ mais sutis na sua ironia, mais penetrantes na sua complexidade psicológica ─, mas aqui sente-se o poder resultante de uma repentina libertação de energia. Há, obviamente, uma relação crucial com Memórias póstumas de Brás Cubas, publicado em livro no ano anterior [...]. Em Papéis avulsos e Brás Cubas a energia é, acima de tudo, satírica: o Machado bem comportado dos romances da década anterior, que só tinha mostrado o seu lado mais perigoso em contos como “A parasıta azul” (1873) ou nas estranhas “fantasias” publicadas em O Cruzeiro, em 1878, revela-se, finalmente, em pé de igualdade com os grandes temas de um Erasmo ou um Swift."
O livro abre com uma advertência de que, embora se trate de contos separados, possuem pontos em comuns: “Avulsos são eles, mas não vieram para aqui como passageiros, que acertam de entrar na mesma hospedaria. São pessoas de uma só família, que a obrigação do pai fez sentar à mesma mesa.”
O escritor e crítico literário Carlos de Laet assim anunciou o lançamento de Papéis Avulsos: “Abram vossas excelências e senhorias lugar na sua biblioteca para mais um bom e espirituoso livro do sr. Machado de Assis: – Papéis avulsos – reunião de contos e artigos humorísticos, alguns dos quais já foram devidamente apreciados, quando figuraram no rodapé das folhas diárias favorecidas pela colaboração do distinto escritor.”

## Contos
1) O Alienista
Publicado originalmente na revista quinzenal A Estação entre 15 de outubro de 1881 e 15 de março de 1882 com a assinatura Machado de Assis. Conta a história do renomado médico Simão Bacamarte, que retorna à sua terra natal, Vila de Itaguaí, para dedicar-se aos estudos da psiquiatria. Para tanto, decide implementar  um asilo para abrigar os loucos da cidade e região, cabendo ao próprio médico diagnosticar a loucura dos pacientes e propor sua internação. Antevendo as ideias da antipsiquiatria do século XX, Machado brinca com as fronteiras tênues entre a sanidade mental e loucura. Pode-se interpretar o conto (ou novela) como crítica ao cientificismo exacerbado: Simão Bacamarte, sempre agindo em nome da ciência (“Homem de ciência, e só de ciência, nada o consternava fora da ciência”), acaba se revelando um déspota. O texto evoca o Elogio da Loucura, de Erasmo, além das peças de Molière que satirizam médicos e as obras de Cervantes, Jonathan Swift e Voltaire.
TRECHO: Não se sabia já quem estava são, nem quem estava doido.
2) Teoria do Medalhão
Publicado originalmente na Gazeta de Notícias de 18 de dezembro de 1881, com a assinatura Machado de Assis. Apresenta o diálogo em que um pai dá conselhos a seu filho, Janjão, no dia em que completa sua maioridade, sobre como se portar em sociedade, adotando o ofício de medalhão. Como fez em sua coluna Aquarelas na revista O Espelho, onde traçou perfis caricaturais de personagens da sociedade como o parasita e o empregado público aposentado, aqui Machado, através dos conselhos de um pai a seu filho, vai traçar a “caricatura” literária do chamado “medalhão”, um figurão que se mete a falar de tudo sem na verdade se aprofundar em nada, sendo por isso admirado pela sociedade. Segundo o crítico literário Araripe Júnior, “Somos com efeito um país de medalhões; e o autor dos Papéis avulsos faz ressaltar o caráter atrofiante com que essa espécie funesta desenvolve-se, difunde-se em todas as relações da vida pública no Brasil.”
TRECHO: A vida, Janjão, é uma enorme loteria; os prêmios são poucos, os malogrados inúmeros, e com os suspiros de uma geração é que se amassam as esperanças de outra.
3) A Chinela turca
A versão original desse conto precursor do “surrealismo’’ do século XX foi publicada em A Época de 14 de novembro de 1875 sob o pseudônimo Manassés, a versão incluída nos Papéis Avulsos tendo sido consideravelmente modificada. Essa versão preliminar foi incluída por R. Magalhães Júnior em sua coletânea Contos e Crônicas de textos inéditos de Machado de Assis.
O bacharel Duarte, prestes a sair para o baile, recebe a visita do Major Lopo Neves, sujeito enfadonho, que o visita para consultá-lo acerca de um drama que havia escrito. Durante a interminável leitura do manuscrito, Duarte recebe a visita da polícia, que o acusa do furto de uma chinela turca.
TRECHO: A chinela de que se trata vale algumas dezenas de contos de réis; é ornada de finíssimos diamantes, que a tornam singularmente preciosa. Não é turca só pela forma, mas também pela origem. A dona, que é uma de nossas patrícias mais viajeiras, esteve, há cerca de três anos no Egito, onde a comprou a um judeu. A história, que este aluno de Moisés referiu acerca daquele produto da indústria muçulmana, é verdadeiramente miraculosa, e, no meu sentir, perfeitamente mentirosa. Mas não vem ao caso dizê-la. O que importa saber é que ela foi roubada e que a polícia tem denúncia contra o senhor.
4) Na arca (subtítulo: Três capítulos inéditos do Gênesis)
Publicado originalmente em O Cruzeiro de 14 de maio de 1878, sob o pseudônimo Eleazar. Um preâmbulo ao texto, suprimido na versão em livro, foi publicado na revista Confluência no 1 (1991) e reproduzida na edição dos Papéis Avulsos publicada pela Penguin/Companhia das Letras. Paródia ao texto bíblico, dividida em capítulos e versículos. Os filhos de Noé, Sem, Jafé e Cam desentendem-se sobre como dividir a terra após o Dilúvio.
TRECHO: “Eles ainda não possuem a terra e já estão brigando por causa dos limites.”
5) D. Benedita (subtítulo: Um retrato)
Publicado originalmente na revista A Estação de 15 de abril a 15 de junho de 1882, com a assinatura Machado de Assis. História de Dona Benedita, mulher indecisa, que nasceu sob o signo da veleidade, no sentido de “vontade imperfeita, hesitante”. Casada com o Desembargador, que está há alguns anos no Pará, onde, dizem as más línguas, vive amasiado com outra mulher, D. Benedita planeja viajar para visitar o marido, mas não consegue se decidir por embarcar. E assim sua vida transcorre como uma sucessão de indecisões hamletianas.
TRECHO: D. Benedita arredou a cortina da janela, deu com os vidros molhados; era uma chuvinha teimosa, o céu estava todo brochado de uma cor pardo-escura, malhada de grossas nuvens negras. Ao longe, viu flutuar e voar o pano que cobria o balaio que uma preta levava à cabeça: concluiu que ventava. Magnífico dia para não sair, e, portanto, escrever uma carta, duas cartas, todas as cartas de uma esposa ao marido ausente.
6) O segredo de Bonzo (subtítulo: Capítulo inédito de Fernão Mendes Pinto)
Publicado originalmente na Gazeta de Notícias de 30 de abril de 1882, com a assinatura Machado de Assis. Alegoria sobre a credulidade humana e a propensão a acreditar no charlatanismo. Narrado como um relato do desbravador português do século XVI Fernão Mendes Pinto, que visita o reino de Bungo e descobre o milagroso Bonzo Pomada, capaz de convencer outras pessoas. De fato, uma das acepções da palavra “pomada”, embora hoje em desuso, é “mentira, fraude” (ver dicionários Aulete e Houaiss). 
TRECHO: Considerei o caso, e entendi que, se uma coisa pode existir na opinião, sem existir na realidade, e existir na realidade, sem existir na opinião, a conclusão é que das duas existências paralelas a única necessária é a da opinião, não a da realidade, que é apenas conveniente. 
7) O anel de Polícrates
Publicado originalmente na Gazeta de Notícias de 2 de julho de 1882, com a assinatura Machado de Assis. Narrado como um diálogo entre transeuntes. O personagem foi inspirado no então recém-falecido Artur de Oliveira, o “saco de espantos”, que, conquanto uma figura intelectualmente exuberante (“uma cachoeira de ideias e imagens”), que em sua estadia em Paris tornou-se amigo de grandes artistas como Victor Hugo e Gustave Doré, acabou caindo em decadência financeira e física e falecendo prematuramente de “tísica” (tuberculose), sem deixar uma obra escrita significativa (“era impaciente, não sofria a gestação indispensável à obra escrita”). O título faz referência a uma história, contada por Plínio, o Velho, sobre o tirano Polícrates de Samos, que, tendo lançado um anel valioso ao mar como sacrifício à deusa Fortuna, teve a sorte inaudita de recuperá-lo, depois que “o anel foi engolido por um peixe, o peixe pescado e mandado para a cozinha do rei”. 
O personagem Xavier, após ter a ideia original de comparar a vida a um cavalo xucro, resolve testar sua sorte (ou seu azar – "caiporismo" na terminologia da época) usando o método do anel de Polícrates, ou seja, espalhando a ideia e vendo se um dia retornaria, no sentido de que as pessoas, ao contá-la, atribuiriam a ele a autoria.
TRECHO: Era um endiabrado, um derramado, planeava todas as coisas possíveis, e até contrárias, um livro, um discurso, um medicamento, um jornal, um poema, um romance, uma história, um libelo político, uma viagem à Europa, outra ao sertão de Minas, outra à lua, em certo balão que inventara, uma candidatura política, e arqueologia, e filosofia, e teatro, etc., etc., etc. Era um saco de espantos. Quem conversava com ele sentia vertigens.
8) O empréstimo
Publicado originalmente na Gazeta de Notícias de 30 de julho de 1882, com a assinatura Machado de Assis e o subtítulo: Anedota filosófica, “anedota” não no sentido atual de “piada”, mas de “relato sucinto de um fato jocoso ou curioso” (dicionário Aurélio). Custódio, protótipo do caipora (azarado), procura um tabelião que conheceu numa ceia de Natal para pedir um vultoso empréstimo a fim de entrar de sócio num negócio.
TRECHO: Esse Custódio nascera com a vocação da riqueza, sem a vocação do trabalho. Tinha o instinto das elegâncias, o amor do supérfluo [...] Mas não tinha dinheiro; nem dinheiro, nem aptidão ou pachorra de o ganhar; por outro lado, precisava viver.
9) A sereníssima república (subtítulo: Conferência do cônego Vargas)
Publicado originalmente na Gazeta de Notícias de 20 de agosto de 1882, com a assinatura Machado de Assis. Uma conferência científica em estilo nonsense sobre a vida social das abelhas serve de pretexto para uma sátira “aos vários sistemas de votação propostos para o estabelecimento de um governo representativo”. O conferencista narra a descoberta de uma espécie de abelhas que desenvolveu uma linguagem tão complexa quanto a humana. Ele as dota de uma organização social que toma por modelo a antiga Sereníssima República de Veneza.
TRECHO: Nada, porém, se pode comparar ao pasmo que me causou a descoberta do idioma araneida, uma língua, senhores, nada menos que uma língua rica e variada, com a sua estrutura sintáxica, os seus verbos, conjugações, declinações, casos latinos e formas onomatopaicas, uma língua que estou gramaticando para uso das academias, como o fiz sumariamente para meu próprio uso.
10) O espelho (subtítulo: Esboço de uma nova teoria da alma humana)
Publicado originalmente na Gazeta de Notícias de 8 de setembro de 1882, com a assinatura Machado de Assis. Uma “história dentro da história” insólita, que explora os meandros misteriosos da alma humana. “Jacobina, o narrador, abandonado sozinho no sítio da sua tia, encara o seu vazio interior, na cena talvez mais famosa do livro inteiro, e tem que vestir seu uniforme de alferes da guarda nacional para se convencer da sua própria existência.”
TRECHO: Lembrou-me vestir a farda de alferes. Vesti-a, aprontei-me de todo; e, como estava defronte do espelho, levantei os olhos, e... não lhes digo nada; o vidro reproduziu então a figura integral; nenhuma linha de menos, nenhum contorno diverso; era eu mesmo, o alferes, que achava, enfim, a alma exterior.
11) Uma visita de Alcibíades (subtítulo: Carta do desembargador X... ao chefe de polícia da Corte)
A versão original desse conto foi publicada no Jornal das Famílias de outubro de 1876 sob o pseudônimo Victor de Paula, a versão incluída nos Papéis Avulsos tendo sido bastante modificada. Essa versão preliminar foi incluída por R. Magalhães Júnior em sua coletânea Contos Esparsos de textos inéditos de Machado de Assis. Narrado como uma carta ao chefe de polícia, em que um desembargador, adepto do espiritismo, doutrina que chegou no Brasil na década de 1870, descreve como o general grego Alcibíades apareceu em sua casa. O choque cultural é hilário, por exemplo, a cena em que o narrador vai pôr a gravata e Alcebíades se assusta, achando que vai se enforcar.
TRECHO: Como eu passasse a gravata à volta do pescoço e tratasse de dar o laço, Alcibíades supôs que ia enforcar-me, segundo confessou depois. E, na verdade, estava pálido, trêmulo, em suores frios. Agora quem se riu fui eu. Ri-me, e expliquei-lhe o uso da gravata e notei que era branca, não preta, posto usássemos também gravatas pretas. Só depois de tudo isso explicado é que ele consentiu em restituir-ma. Atei-a enfim, depois vesti o colete.
12) Verba testamentária
Publicado originalmente na Gazeta de Notícias de 8 de outubro de 1882, com a assinatura Machado de Assis, e o subtítulo “Caso patológico dedicado à Escola de Medicina”, eliminado na versão em livro. A história de um homem, Nicolau, que só conseguia conviver com quem lhe fosse inferior, com “naturezas subalternas”. Pessoas superiores, mais bonitas, mais bem vestidas, mais ricas, provocavam nele “perturbações fisiológicas”, supostamente causadas por um “verme do baço”. Tendo nascido no final do século XVIII, vemos desfilar pelo conto os acontecimentos políticos – grito do Ipiranga, Constituinte, abdicação de D. Pedro I, Regência, Maioridade de D. Pedro II – da primeira metade do século XIX. O título refere-se a uma verba deixada em testamento para a futura confecção do caixão do personagem por um agente funerário específico por ele nomeado.
TRECHO: Nicolau amava em geral as naturezas subalternas, como os doentes amam a droga que lhes restitui a saúde;